# Pervitin
Pervitin® a fost unul din drogurile psihostimulente produse, din anul 1938, de firma germană Temmler, din Berlin, pe bază de Metamfetamină care a fost utilizat în timpul celui de al doilea război mondial (aceeași substanță este cunoscută în engleză ca amfetamină). 

## Utilizare în război
Drogul a fost folosit mai ales în timpul „Războiului Fulger” contra Poloniei și Franței între anii 1939 / 1940. Forma de prezentare fiind sub formă de ciocolată ("Panzerschokolade") sau sub formă de tablete ("Stuka-Tabletten", numite și "Hermann-Göring-Pille"), având rolul de a reduce senzația de teamă și a crește capacitatea de concentrare, determinând o stare de încredere în sine, dorinta de a asuma riscuri și, în același timp, reducând sensibilitatea la durere. 
Heinrich Böll, laureat al Premiului Nobel pentru literatură în 1972, pe când era pe front, a cerut de mai multe ori în scrisorile adresate părinților ca aceștia să-i trimită pervitin.
Numai în perioada dintre luna aprilie și iunie 1940 au fost distribuite „Wehrmacht”-ului și aviației „ Luftwaffe” peste 35 milioane tablete de pervitin. Abia după intervenția, în anul 1941, a lui Leonardo Conti care era pe atunci ministrul sănătății ("Reichsgesundheitsführer") medicamenul pervitin nu s-a mai distribuit liber ci pe rețetă.

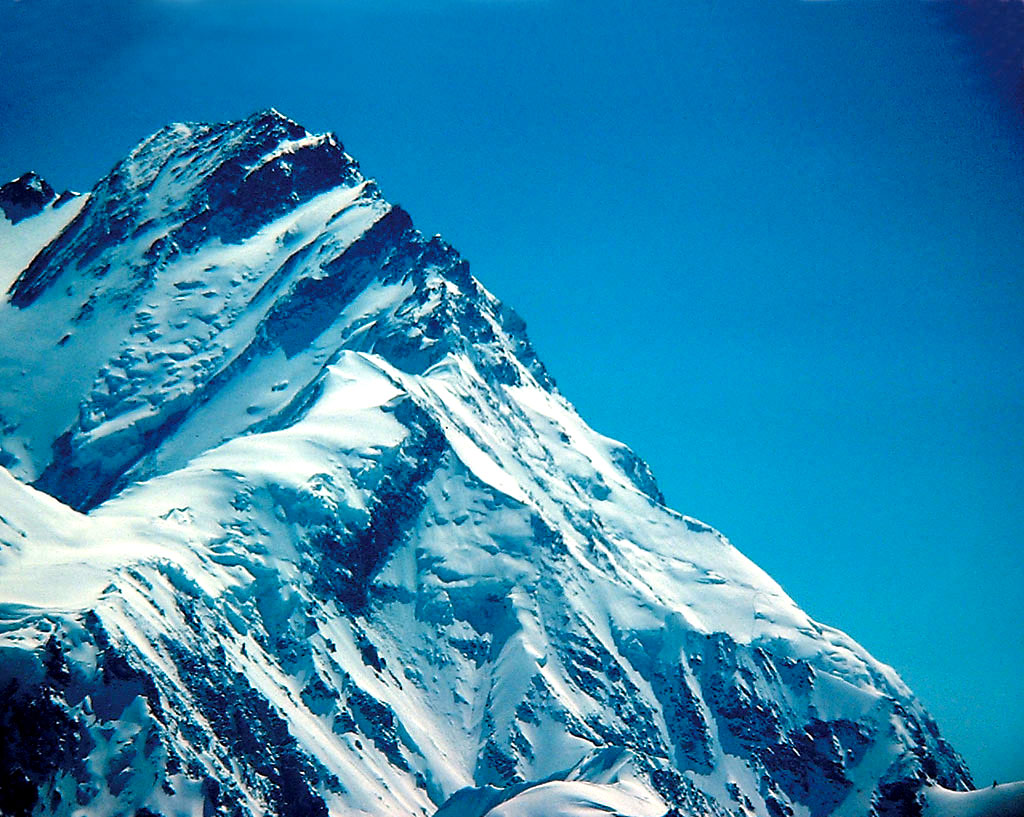
Nanga-Parbat

## Efect
Este un drog stimulant, care duce la dependență și la creșterea permanentă a necesarului. Combate senzațiile de oboseală, de foame, de durerere, duce pentru scurt timp și la creșterea siguranței de sine, inducând o senzație de forță și rapiditatea reflexelor. 
Efectele secundare cuprind modificări de personalitate, psihoze, paranoia prin insomnie.

## Utilizare după 1945
Pervitinul a fost folosit și după 1945 pentru rolul său de stimulent, în timpul războiului din Vietnam și probabil ca substanță dopantă, folosit în jurul anului 1952 de Josy Barthel.  Alpinistul austriac Hermann Buhl l-a folosit pe Pervitin la sfatul medicului de expediție la prima ascensiune pe Nanga Parbat în 1953. În plus, Franz Loogen, medicul echipei naționalei de fotbal germane la Miracolul de la Berna din 1954, este suspectat că a dopat în mod deliberat fotbalistii cu Pervitin. Medicamentul finit Pervitin a fost retras de pe piață în 1988.
Azi drogul este folosit la concertele „Techno” sub denumirea de "Yaba".